# Obecná didaktika
Obecná didaktika je teorie vyučování, která se zabývá obecnými problémy výuky. Může to být například didaktika matematiky na základní, střední nebo vysoké škole. Obecná didaktika čerpá poznatky ze speciální didaktiky.

## Témata obecné didaktiky
- Které prvky ovlivňují efekty vyučování? – determinanty
- Co je nutné vyučovat? – obsah, učivo
- Jak vést výuku? – organizační formy
- Existují také jiné možnosti, jak by mohla probíhat výuka? – alternativní metody
- Jak postupovat při výuce? – vyučovací metoda
- Je třeba provádět kontrolu výuky? – školní hodnocení, zkoušky
- Kdo, proč a jak řídí vyučování? – učitel